# Discoglypha implenorbis
Discoglypha implenorbis är en fjärilsart som beskrevs av Louis Beethoven Prout 1938. Discoglypha implenorbis ingår i släktet Discoglypha och familjen mätare. Inga underarter finns listade i Catalogue of Life.